# 八江镇
八江乡，是中华人民共和国广西壮族自治区柳州市三江侗族自治县下辖的一个乡镇级行政单位。

## 行政区划
八江乡下辖以下地区：
八江村、三团村、八斗村、高迈村、平善村、马胖村、归令村、汾水村、归内村、塘水村、福田村、岩脚村、布央村和布代村。